# سهره‌ایان دانه‌خوار
سهره‌ایان دانه‌خوار (نام علمی: Carduelinae) نام یک زیرخانواده از تیره سهرگان راستین است.